# 鲁格尔
鲁格尔（法語：Ruggell，德語發音：[ʁuˈɡɛl] ⓘ；阿勒曼尼语列支敦士登方言：Ruggäll）是列支敦士登的一个市镇，总面积7.38平方公里，2019年6月30日总人口为2,295人。

## 地理
鲁格尔位于莱茵河畔，相对于全国境内大部分地区的多山，当地地势平坦。